# TMEM234
TMEM234 (англ. Transmembrane protein 234) – білок, який кодується однойменним геном, розташованим у людей на 1-й хромосомі. Довжина поліпептидного ланцюга білка становить 164 амінокислот, а молекулярна маса — 17 601.
| 10         |  | 20         |  | 30         |  | 40         |  | 50         |
| ---------- |  | ---------- |  | ---------- |  | ---------- |  | ---------- |
| MAASLGQVLA |  | LVLVAALWGG |  | TQPLLKRASA |  | GLQRVHEPTW |  | AQQLLQEMKT |
| LFLNTEYLMP |  | FLLNQCGSLL |  | YYLTLASTDL |  | TLAVPICNSL |  | AIIFTLIVGK |
| ALGEDIGGKR |  | AVAGMVLTVI |  | GISLCITSSV |  | PWTAELQLHG |  | KGQLQTLSQK |
| CKREASGTQS |  | ERFG       |  |            |  |            |  |            |

A: Аланін

C: Цистеїн

D: Аспарагінова кислота

E: Глутамінова кислота

F: Фенілаланін

G: Гліцин

H: Гістидин

I: Ізолейцин

K: Лізин

L: Лейцин

M: Метіонін

N: Аспарагін

P: Пролін

Q: Глутамін

R: Аргінін

S: Серин

T: Треонін

V: Валін

W: Триптофан

Задіяний у такому біологічному процесі, як альтернативний сплайсинг. 
Локалізований у мембрані.